# Кошарі
Кошарі, також звана кушарі, кошері (масрі كشرى, koʃæɾi) — єгипетська національна страва, яка готується з рису, макаронів та сочевиці, що змішуються разом, а потім приправляють томатно-оцетовим соусом. Іноді в страву додаються короткі шматочки спагеті, нут і обсмажена до хрусткої скоринки ріпчаста цибуля. За бажанням у страву додаються часниковий сік або соус, а також гострі види соусів.

## Історія та опис
Страва виникла в середині XIX століття, за часів мультикультуралізму в Єгипті, який був на той час частиною Османської імперії, а потім колонією Великої Британії. У той час економіка країни швидко зростала, також росли продажі, заробітна плата в країні, спостерігалося стійке зростання попиту. Все це вказує на те, що населення країни різко збільшувалася, внаслідок чого з'явилася така страва, якою можна було швидко насититися.
Згідно з іншою версією, страва зобов'язана своєю появою змішанню індійської та італійської традиційних кухонь, що нещодавно трапилося, знову-таки, завдяки мультикультуралізму в Єгипті того часу. Спочатку єгипетські солдати, а відтак і цивільне населення швидко полюбили нову страву, яка стала національною.Спочатку кошарі продавалася тільки на ринках і вулицях продавцями, які возили їжу на візках, та лише в більш пізній час страва отримала своє місце в меню ресторанів.
У наш час страва дуже поширена в Єгипті й суміжних з ним державах. Переважно вважається стравою простолюдинів, робітників та селянства. При цьому, існують як ресторани, що спеціалізуються на готуванні виключно цієї страви (аналог радянських пельменних і чебуречних), так і ресторани загальної кухні Єгипту. Оскільки страва не містить будь-яких тваринних жирів, може вважатися веганською, при тому, що під час смаження використовується олія.

### Інші страви з рису
- Arroz a la valenciana (Іспанія, Філіппіни)
- Бір'яні (Південна Азія, Індія, Пакистан)
- Смажений рис (Східна Азія)
- Ghapama (Вірменія)
- Джамбалайя (Луїзіана, США)